# Blaps bifurcata mirei
Blaps bifurcata mirei – podgatunek chrząszcza z rodziny czarnuchowatych i podrodziny Tenebrioninae.
Takson ten został opisany w 1952 roku przez Eduardo Gridelliego. Klasyfikowany jest w grupie gatunków B. bifurcata jako podgatunek B. bifurcata. Zgodnie z wynikami badań przeprowadzonych przez Condamine i współpracowników w 2013 roku zajmuje on pozycję siostrzaną do B. b. strauchi, a linie ewolucyjne tych podgatunków rozeszły się około 4 mln lat temu, w Pliocenie.
Chrząszcz ten zasiedla strefę saharyjsko-sahelską Afryki Północnej. Podawany z Mauretanii, Czadu i Sudanu.